# Ad fundum (film)
Ad fundum is een Belgische film uit 1993. De film werd geregisseerd door Erik Van Looy en was meteen zijn eerste langspeelfilm. Eerder maakte Van Looy de kortfilms "Dr. Tritsmans" en "Yupies". De film kreeg in 1994 de Joseph Plateauprijs Box Office. Een van de songs in de film is een duet van Sarah Beth en Frankie Miller Why don't you try me (een song van Ry Cooder). Sarah Beth is op dat moment de artiestennaam van Sam Bettens.

## Verhaal

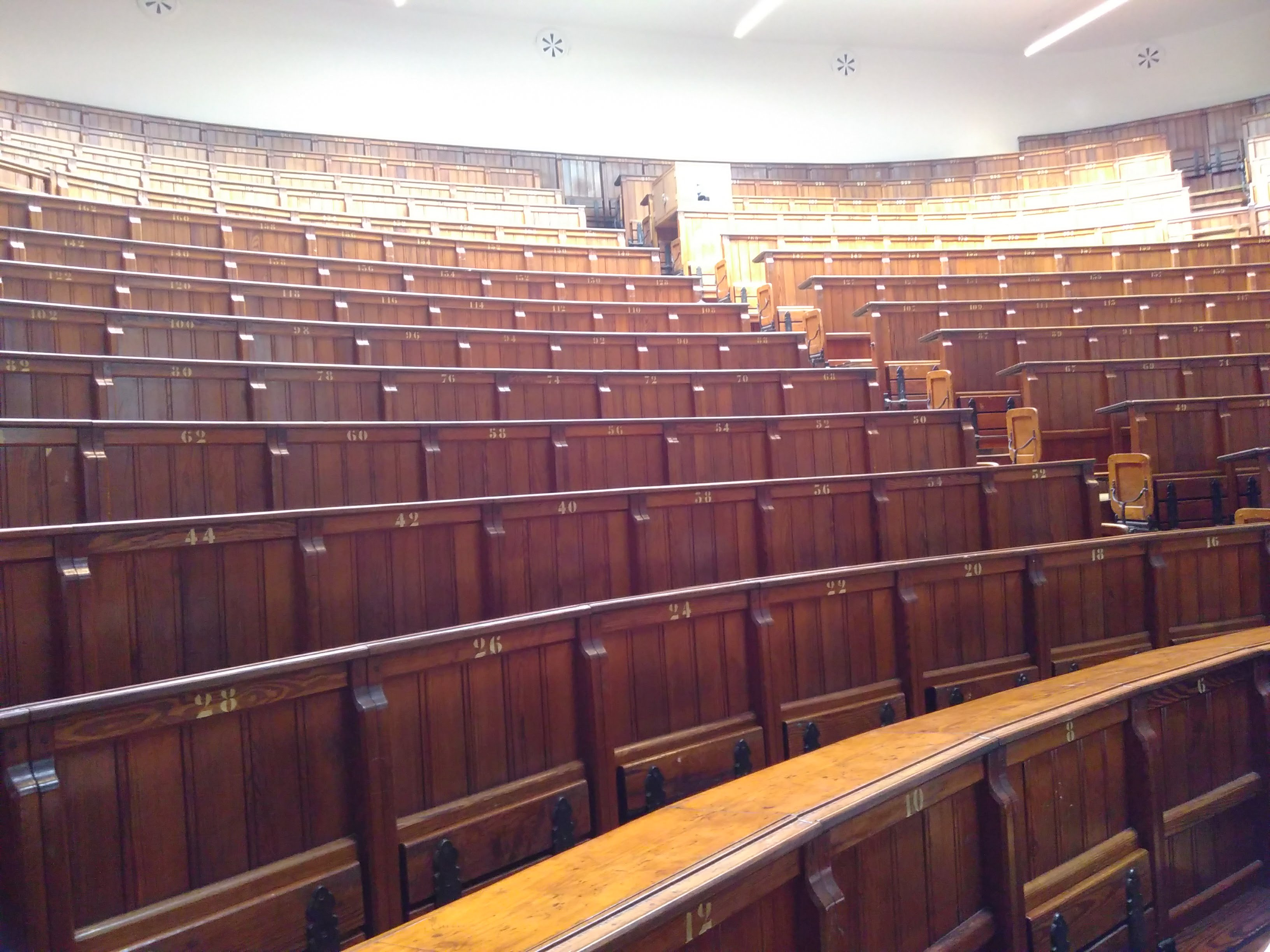
Auditorium in Kunstencentrum STUK, dat gebruikt wordt als locatie in de film

Sammy, Tom en Dennis schrijven zich in aan de universiteit van Antwerpen, alhoewel enkele scenes (zoals de scene in de universiteitsbibliotheek) zich in Leuven afspelen en worden lid van de fictieve studentenvereniging Cuniculus. Ze worden "verkocht" op een studentenverkoop. Daar krijgt de onzekere, verlegen Sammy de opdracht om een flesje met zijn sperma mee te brengen naar de studentendoop. Omdat Sammy weigert, wordt hij tijdens de doop, na het nuttigen van de nodige ad funda, op een "vliegend tapijt" gezet. Wanneer Sammy in de lucht is, geeft praeses Guy Bogaerts de studenten het commando om het tapijt weg te trekken. Sammy valt op de grond en overlijdt onmiddellijk.
De politie start een onderzoek, maar de studenten zwijgen, wat het onderzoek tegenwerkt. De vereniging beweert valselijk dat Sammy stierf ten gevolge van overmatig drankgebruik en de universiteit houdt vol niet verantwoordelijk te zijn voor studentendopen.
Dennis en Tom starten hun eigen onderzoek, maar vangen ook overal bot. De aanklager echter, weet een oud-student te presenteren die enkele jaren eerder ook op het vliegend tapijt werd gezet. Ook toen gaf Guy Bogaerts het commando om het tapijt weg te trekken. De man viel ook op de grond, brak zijn been en loopt sindsdien mank. Alhoewel tijdens de rechtszaak veel tegenstrijdigheden bovenkomen, blijft de rechter van mening dat er onvoldoende bewijs is waardoor Guy vrijkomt.
Tom daagt Guy uit om de vlag aan het gemeentehuis te stelen. Guy beklimt het gebouw en neemt de vlag. Op dat ogenblik opent een onbekende persoon het raam. Guy valt en er wordt geïnsinueerd dat hij dit incident niet overleeft.
Net zoals bij de dood van Sammy start de politie met een onderzoek, maar ook deze keer beweren al de aanwezigen niets gezien te hebben.

## Rolverdeling
| Acteur                | Personage                  |
| --------------------- | -------------------------- |
| Marilou Mermans       | Magda Raes                 |
| Jaak Van Assche       | Louis Raes                 |
| Sven De Ridder        | Sammy Raes                 |
| Tom Van Landuyt       | Tom Smits                  |
| Mathias Sercu         | Dennis                     |
| Tuur De Weert         | Professor Bax              |
| Joep Onderdelinden    | Joop                       |
| Margot van Doorn      | Petra Derks                |
| Tom Van Bauwel        | Guy Bogaerts               |
| Tania Poppe           | Lisa                       |
| Gert Lahousse         | Coco                       |
| Axel Daeseleire       | Tits                       |
| Jan Bijvoet           | Piet                       |
| Victor Zaidi          | Piet                       |
| Peter Fol             | Peter Nofens               |
| Mark Tijsmans         | student                    |
| Pascale Michiels      | Joke                       |
| Peter Michel          | vriend Carlo               |
| Wim Opbrouck          | Jean-Luc                   |
| Marc Peeters          | politieman Volders         |
| Mark Stroobants       | politieman Bervoets        |
| Hans Van Cauwenberghe | politieman Meuleman        |
| Arnold Willems        | politie-officier Temmerman |
| Senne Rouffaer        | decaan Schoeters           |
| Herbert Flack         | Rene Bogaerts              |
| Lucas Van den Eynde   | politieman Pots            |
| Nolle Versyp          | Rens                       |
| Koen De Graeve        | student 't Vat'            |
| Ronny Waterschoot     | advocaat De Prins          |
| Gene Bervoets         | advocaat Theys             |
| Joost Buitenweg       | Bol                        |

## Soundtrack
De soundtrack van de film bevat nummers van zowel bekende en opkomende artiesten, als enkele nummers gebracht door Tom Van Landuyt, die ook een hoofdrol vertolkt:
| Tracknr | Artiest                       | Titel                        | Duration |
| 1       | Tom Van Landuyt               | Come home                    | 3:11     |
| 2       | Sara Beth(1) & Frankie Miller | Why don't you try me tonight | 4:13     |
| 3       | Sam Brown                     | Through a keyhole            | 3:50     |
| 4       | Tom Wolf                      | Check those records          | 3:21     |
| 5       | Tom Van Landuyt               | Fly away                     | 4:00     |
| 6       | The Choice(2)                 | Try to get some sleep        | 3:11     |
| 7       | Tom Wolf                      | We wish you well             | 3:02     |
| 8       | Tom Van Landuyt               | Pig party                    | 2:38     |
| 9       | The Choice(2)                 | Elegia                       | 3:58     |
| 10      | Tom Wolf                      | Dig that hole                | 2:51     |
| 11      | Frankie Miller                | Where do the guilty go       | 2:24     |
| 12      | Sam Brown & Tom Van Landuyt   | Standing in my light         | 4:32     |
| 13      | Jean-Marie Aerts & Tom Wolf   | Ad fundum                    | 10:43    |

(1) Sara(h) Beth was de artiestennaam die Sam Bettens gebruikte voor zijn solowerk buiten K's Choice.
(2) The Choice was de originele naam van de band K's Choice. Omwille van een andere band met dezelfde naam werd er besloten om de naam 'The Choice' te vervangen door 'K's Choice'. Het album waarvan de liederen op deze soundtrack kwamen, The great subconscious club, werd zowel onder artiest 'The Choice' als later ook 'K's Choice' uitgebracht. 

## Dood Guy
Tenzij een regiefout is het lot van Guy onbekend. In België mag een lijk niet met een ziekenwagen worden vervoerd, tenzij in enkele speciale gevallen. Al die uitzonderingen vereisen dat het lijk bedekt is met een laken of toch zeker tijdens de verplaatsing van de overlijdingsplaats naar de ziekenwagen. Wanneer Sammy wordt weggevoerd, is het lijk bedekt met zulk laken. Guy wordt verplaatst zonder laken wat zou betekenen dat hij op dat moment nog leeft. Daarna ondervraagt de politie de getuigen en start de aftiteling dus het is ongeweten of Guy komt te sterven.